# Mathieu Halleguen
Mathieu Halleguen (Quimper, 11 oktober 1988) is een Frans wielrenner. Halleguen ging op 1 augustus 2009 als stagiair aan de slag bij Bretagne-Schuller. Tot op heden is hij deze ploeg trouw gebleven.

## Palmares
2009
- Parijs-Tours onder 23 jaar
- eindklassement Tour de l'Eure et Loire

## Resultaten in voornaamste wedstrijden
| Jaar | Parijs-Roubaix |
| ---- | -------------- |
| 2011 | 101e           |